# Agrarstrukturen in Lateinamerika
Die Strukturen der Landwirtschaft und des Landbesitzes in Lateinamerika waren bis ins 20. Jahrhundert hinein stark geprägt von kolonialen Einflüssen. Bis heute ist der Sektor gespalten zwischen den riesigen Landgütern der Großgrundbesitzer und einer großen Zahl von Subsistenzwirtschaft betreibenden Kleinbauern sowie landlosen Landarbeitern.

## Encomienda und Repartimiento
Schon kurz nach der europäischen Entdeckung Amerikas 1492 begann die kastilische Krone mit der Siedlungskolonisation, da profitabler Handel mit der dortigen indigenen Bevölkerung unmöglich war.

### Ziele der spanischen Krone
Ziel war auf der einen Seite ein profitbringendes Kolonialwesen, der Aufbau einer exportorientierten Landwirtschaft (insbesondere Zuckerrohr eignete sich für das dortige Klima bestens), die Erschließung der Kolonien und die Sicherung der Kontrolle über die indigenen Völker Amerikas. Zum anderen versuchte die Krone zu verhindern, dass sich in Amerika eine autonome politische Macht entwickelte. Statt durch einen autonomen und mächtigen Erbadel sollten die Gebiete durch einen bürokratischen Apparat von Sevilla aus gesteuert werden. So musste jahrhundertelang aller Handel (selbst zwischen den einzelnen Kolonien) über die dortige Casa de Contratación abgewickelt werden.

### Encomienda-System
Zu diesem Zweck wurde 1503 von Königin Isabella I. von Kastilien das sogenannte Encomienda-System (spanisch für „Anvertrauung“) geschaffen. Dabei wurden den Konquistadoren sehr große Landgüter mitsamt der darin lebenden indigenen Bevölkerung treuhänderisch übertragen. Die Encomienda Casa Grande in Peru hatte etwa die Größe des heutigen Belgien. Lehnsherr der indigenen Bevölkerung war formal das spanische Königspaar, das den Auftrag zu deren Missionierung hatte. Es beauftragte den Encomendero („Auftragnehmer“) damit, für den Schutz und die Missionierung der dort lebenden Indigenen zu sorgen. Um den Einfluss der Krone zu sichern, wurden Encomiendas (zumindest anfangs) nur für eine Generation vergeben, waren also nicht erblich. Da sich das kastilische Gewohnheitsrecht als im Rahmen der Conquista nicht anwendbar erwies, wurde 1512/13 eine Versammlung in Burgos abgehalten, aus der neue Gesetze hervorgingen, die Leyes de Burgos („Burgos-Gesetze“). Nach diesen waren die indigenen Einwohner der Encomiendas grundsätzlich frei und nicht Eigentum der Encomenderos, also keine Sklaven. Sie konnten zur Arbeit gezwungen werden, mussten aber – in Geld oder Naturalien – entlohnt werden. Kriegerische Unterwerfung indigener Bevölkerung war nur zulässig, wenn diese sich weigerte, getauft zu werden. Es reichte aus, wenn sie die ihnen vorgelesenen Artikel zur zwangsweisen Bekehrung nicht verstanden, um sie mit Gewalt zu unterwerfen.
In seiner praktischen Umsetzung war das Encomienda-System, das immer wieder umgestaltet wurde, allerdings nichts anderes als lebenslange Zwangsarbeit. Pedro de Valdivia hatte bei Concepción in Chile eine Encomienda mit angeblich 40.000 Encomiendados, die in der Goldwäscherei arbeiteten und keine Zeit hatten, ihre eigenen Lebensmittel anzubauen. Zeitgenossen wie Bartolomé de las Casas, aber auch heutige Historiker sahen und sehen das System als noch menschenverachtender als Sklaverei an, da die Unterdrückten für die Gutsherren keinerlei ökonomischen Wert darstellten, weil sie weder von ihnen gekauft werden mussten noch ihnen gehörten und dementsprechend leichtfertig zu Tode geschunden wurden. Allerdings wurden z. T. Sklaven aus den portugiesischen Kolonien erworben.
Die spanische Krone führte Mitte des 16. Jahrhunderts eine Reihe von Indianerschutzgesetzen ein, um den Fortbestand der sich rasch dezimierenden Bevölkerung zu sichern. Sie war sich bewusst, dass „ohne Indios“ auch keine „Indias“ (der damalige Name der „Neuen Welt“) existieren konnten. Neben diesen ökonomischen waren auch moralische Gründe ausschlaggebend. So war Karl I. nach dem Disput von Valladolid 1550, bei dem de las Casas die mörderischen Arbeitsbedingungen anprangerte, kurz davor, das gesamte Kolonisationsunternehmen aufzugeben.
Ab 1536 standen den Encomenderos nur noch Tributzahlungen, nicht aber die Arbeitskraft der indigenen Bevölkerung zu. Ein Jahr später errichteten die Dominikaner mit Unterstützung Spaniens das erste Missionsreservat im Norden Guatemalas, in dem die Bewohner unbehelligt von spanischen Siedlern blieben. Mit den 1542 und 1543 erlassenen Leyes Nuevas (spanisch für „neue Gesetze“), die unter anderem auf die Kritik von Las Casas reagierten, wurde der Versuch unternommen, die Auswüchse des Encomienda-Systems einzudämmen und die sklavische Behandlung der indigenen Bevölkerung zu beenden. Das umfangreiche Gesetzespaket verbot unter anderem erneut die Indianersklaverei und räumte der indigenen Bevölkerung einen Status vergleichbar mit dem von Minderjährigen ein.
Die Leyes Nuevas führten zu heftigen Protesten und einem Aufstand der Encomenderos unter Führung von Gonzalo Pizarro zwischen 1544 und 1548, in dessen Verlauf der Vizekönig von Peru, Blasco Núñez Vela, 1546 gestürzt und getötet wurde. Infolgedessen wurden die Reformen drastisch eingeschränkt und das Encomienda-System de facto weitergeführt. Auch der Passus, der die Erblichkeit der Encomiendas verbot, wurde 1545 gestrichen.
Auch schon zuvor verhinderten die immense Distanz zu Sevilla, die schlechten Verkehrswege im Inland der Kolonien und die daraus resultierende Kommunikationsdauer von bis zu zwei Jahren, dass die Schutzgesetze wirksam umgesetzt werden konnten. Nach dem Motto „gehorchen, aber nicht befolgen“ wurden die Gesetze zwar anerkannt, aber weder angewendet noch Verstöße wirksam geahndet. Praktisch führte das Encomienda-System zur Ausrottung der indigenen Bevölkerung in der Karibik. Sie wurden durch aus Afrika importierte Sklaven ersetzt.

### Repartimiento
Die Institution der Encomienda bestand formal bis 1791. In der Praxis wurde sie aber vielerorts nach den Auseinandersetzungen zwischen Vizekönig und Encomenderos unter dem Druck der katholischen Kirche durch das modifizierte System des Repartimiento (zu Deutsch „Zuteilung“) abgelöst. Das Jahr 1549 wird vielfach als Jahr des Systemwechsels angesehen, wenn auch die Encomiendas in einigen Gegenden noch lange Zeit fortbestanden (in Chile beispielsweise bis in die zweite Hälfte des 17. Jahrhunderts) und/oder parallel zum Repartimiento-System existierten.
Im Repartimiento-System waren indianische Gemeinschaften, die durch die Konquista auf spanisch gewordenem Territorium lebten, verpflichtet, Männer aus ihren Reihen für zeitlich begrenzte Projekte dem Staat als Arbeitskraft zur Verfügung zu stellen. Der Umfang dieser Arbeitskraft betrug zwei bis vier Prozent der männlichen Bevölkerung. Der sogenannte Oberste Bürgermeister (span. Alcalde Mayor) der zuständigen Verwaltung war dann für die Zuteilung der abgestellten Arbeiter auf Landwirtschaft, Bergbau etc. zuständig.

## Hacienda und Fazenda
Im Zuge der Unabhängigkeitsbewegungen ab 1810 wurden die „geliehenen“ Großgrundbesitzungen in Eigentumsverhältnisse umgewandelt. Die jetzt Hacienda (spanisch) beziehungsweise Fazenda (portugiesisch) genannten Farmen waren deutlich kleiner, umfassten aber häufig immer noch tausende bis zehntausende Hektar Land.

### Latifundien
Ein weitgehend synonymer Begriff ist in diesem Kontext das Latifundium, auch Latifundie (lateinisch latus „weit“, fundus „Boden, Grundbesitz“). Der Begriff bezeichnete in der Antike den Großgrundbesitz der römischen Senatoren seit dem 2. vorchristlichen Jahrhundert. Diese antiken Latifundien wurden ursprünglich von Sklaven bewirtschaftet. In Südamerika (und in Spanien) wird das Wort bis heute für „Großgrundbesitz“ gebraucht, im Gegensatz zu Minifundium für kleinbäuerliche Subsistenzwirtschaft.

### Sklaverei und Abhängigkeit
Sowohl vor als auch nach der Unabhängigkeit wurden afrikanische Sklaven vor allem auf den exportorientierten Plantagen im Karibischen Becken, an der Pazifikküste Perus und in Brasilien eingesetzt. Typische Haciendas im Hochland sicherten sich die Abhängigkeit der Indígenas auf subtilere Weise: In einem quasi-feudalen System bekamen die Landarbeiter eine kleine Parzelle zugeteilt, auf der sie Subsistenzwirtschaft betreiben durften. Als Gegenleistung mussten sie für den hacendado oder patrón Arbeitsleistungen erbringen – nichts anderes als Frondienste. Im besten Fall führte der Gutsherr seine Hacienda paternalistisch und ermöglichte so den Menschen ein erträgliches und gesichertes Leben, ohne jedoch an der Fortdauer der stark hierarchischen Machtverteilung oder der Abhängigkeit etwas zu ändern.
Die Sklaverei wurde in Brasilien erst 1888 und damit später als in fast allen anderen Ländern abgeschafft. Die systematische Haltung von Abhängigen im sozial relativ geschlossenen Hacienden-System dauerte bis weit in das 20. Jahrhundert hinein an.

## Großgrundbesitz als Entwicklungshemmnis
Die von Großgrundbesitzern dominierte Agrarstruktur ist bis heute eines der zentralen Hemmnisse für die wirtschaftliche und soziale Entwicklung Lateinamerikas.

### Brache
Häufig lagen und liegen große Teile der südamerikanischen Großgrundbesitze brach oder wird nur extensiv z. B. durch Schaf- und Rinderzucht genutzt, was erst bei näherer Betrachtung den hacendados nützt. Zum einen blockiert dies die potenzielle Anbaufläche, so dass die Arbeitskräfte nicht auf freies Land ausweichen können. So ist das Brachland zwar unproduktiv gebundenes Kapital, aber doch eine Sicherung gegen den Verlust der billigen Arbeitskräfte. Zum anderen ist Landbesitz in Südamerika seit der Kolonialzeit und zum Teil bis heute ein Statussymbol, die Eintrittskarte in die elitäre Oberschicht. So kauften sich viele Händler oder später Industrielle riesige Ländereien zusammen, ohne aber ein Interesse an einer Intensivierung der Landwirtschaft zu haben.

### Geldlose Wirtschaft
Außerdem behinderten Hacienda-Strukturen die Industrialisierung, weil sie keine Nachfrage erzeugten. Die Arbeiter erhielten für ihre Leistung eine Landparzelle, mit der sie sich selbst versorgten, wenn ihnen neben der Zwangsarbeit überhaupt die Zeit dafür blieb, aber keinen Lohn. Damit wurde keine Nachfrage nach einfachen Handwerks- oder Industriegütern geschaffen. Der hacendado mit seinem immensen Reichtum übte ebenfalls kaum Nachfrage nach einfachen, im Land produzierbaren Gütern aus, sondern ließ vor allem Luxusgüter aus Europa importieren. Die massive Landflucht führte jedoch seit 1860 in vielen Regionen – zuerst wohl in Chile – zum Zusammenbruch dieses Agrarsystems. Die Weltwirtschaftskrise in den Jahren nach 1929 und erneut die Finanzkrise seit 2008 führten ebenfalls dazu, dass viele Haziendas mit weniger ertragreichen Ländereien aufgegeben wurden.

### Extraktive Wirtschaftsinstitutionen
Die amerikanischen Politikwissenschaftler Daron Acemoğlu und James A. Robinson sehen in den extraktiven, das heißt auf Ausbeutung der Masse der Bevölkerung angelegten Institutionen wie der Encomienda, des Repartimiento oder der im  Bergbau eingesetzten Mita eine wesentliche Ursache für Entwicklungsrückstände Lateinamerikas: Weil keinerlei Anreiz bestand, die eigene Arbeitsleistung zu erhöhen, da der Gewinn ja nur den Encomenderos oder den Bergwerkseigentümern zugutegekommen wären, blieb die indigene Bevölkerung jahrhundertelang bei ihrer zunehmend veralteten Agrartechnik. Auch für die Eliten bestand kein Anreiz zur Modernisierung, da durch die verschiedenen Formen der Zwangsarbeit immer genug preiswertes Humankapital zur Verfügung stand. Über Pfadabhängigkeiten hätten sich diese entwicklungshemmenden, extraktiven Strukturen bis in die Gegenwart fortgesetzt.

## Landreformen
In den meisten Ländern Lateinamerikas gibt es heute Bestrebungen zu Landreformen. Einigermaßen wirksam umgesetzt wurden diese aber bisher erst in Venezuela, Kuba und Peru; in Nicaragua hatten die Sandinisten eine Landreform durchgeführt, die heute jedoch zu bedeutenden Teilen wieder rückgängig gemacht ist. In Brasilien kämpft die Landlosenbewegung Movimento dos Trabalhadores Rurais Sem Terra für die Umsetzung der Landreform.